# トーゴープロダクション
株式会社トーゴープロダクションは、かつて存在した日本の制作会社・芸能事務所。2013年8月12日、アニメーション監督の東郷光宏が再設立。

## かつて所属していた声優
- 坂本美里（フリー、エスエスピー（業務提携））
- 茶山莉子
- 三五美奈子（フリー）
- 永井真衣（フリー）
- 野木芳孝